# Bräunlicher Scheckenfalter

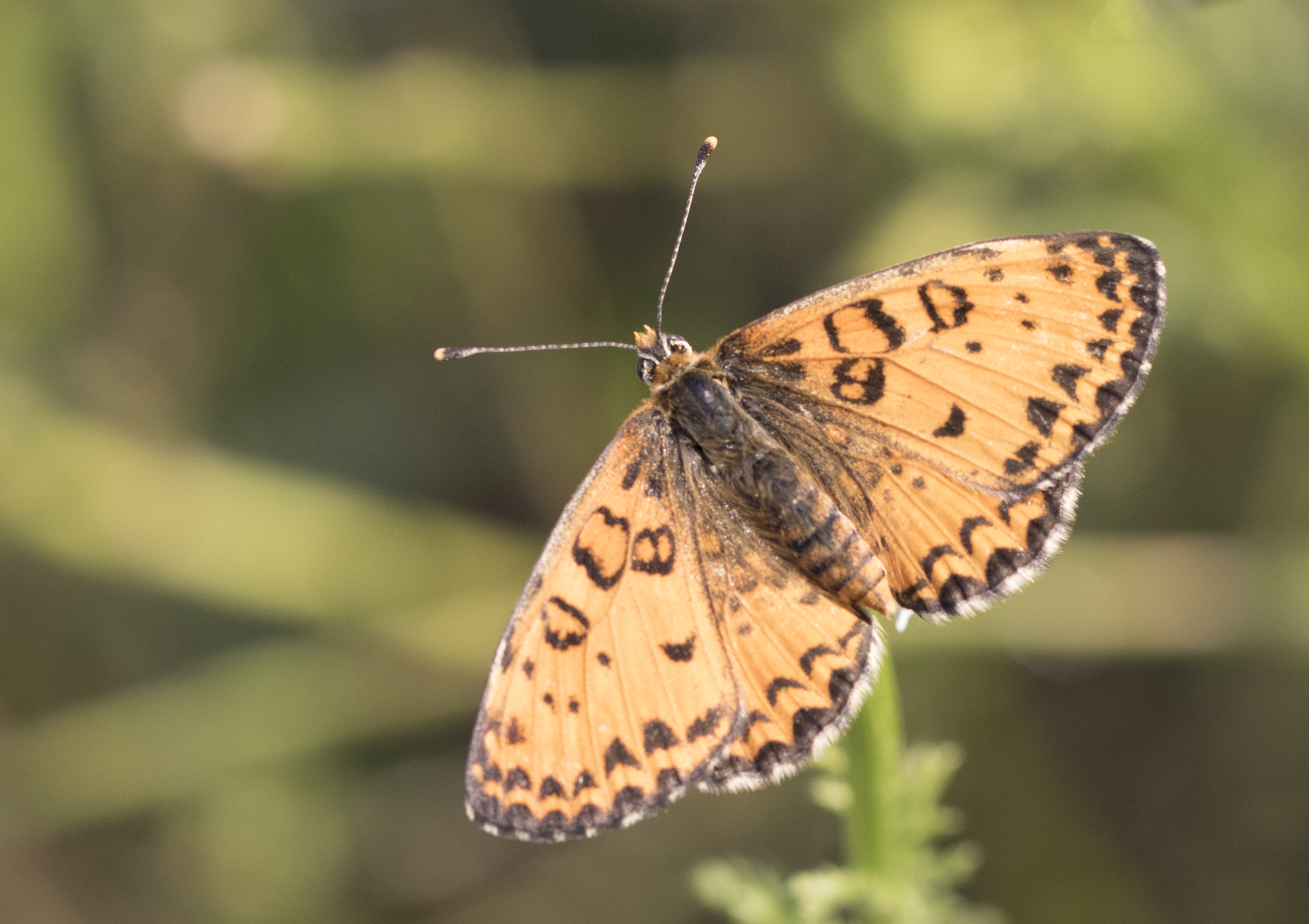
Lebendfoto

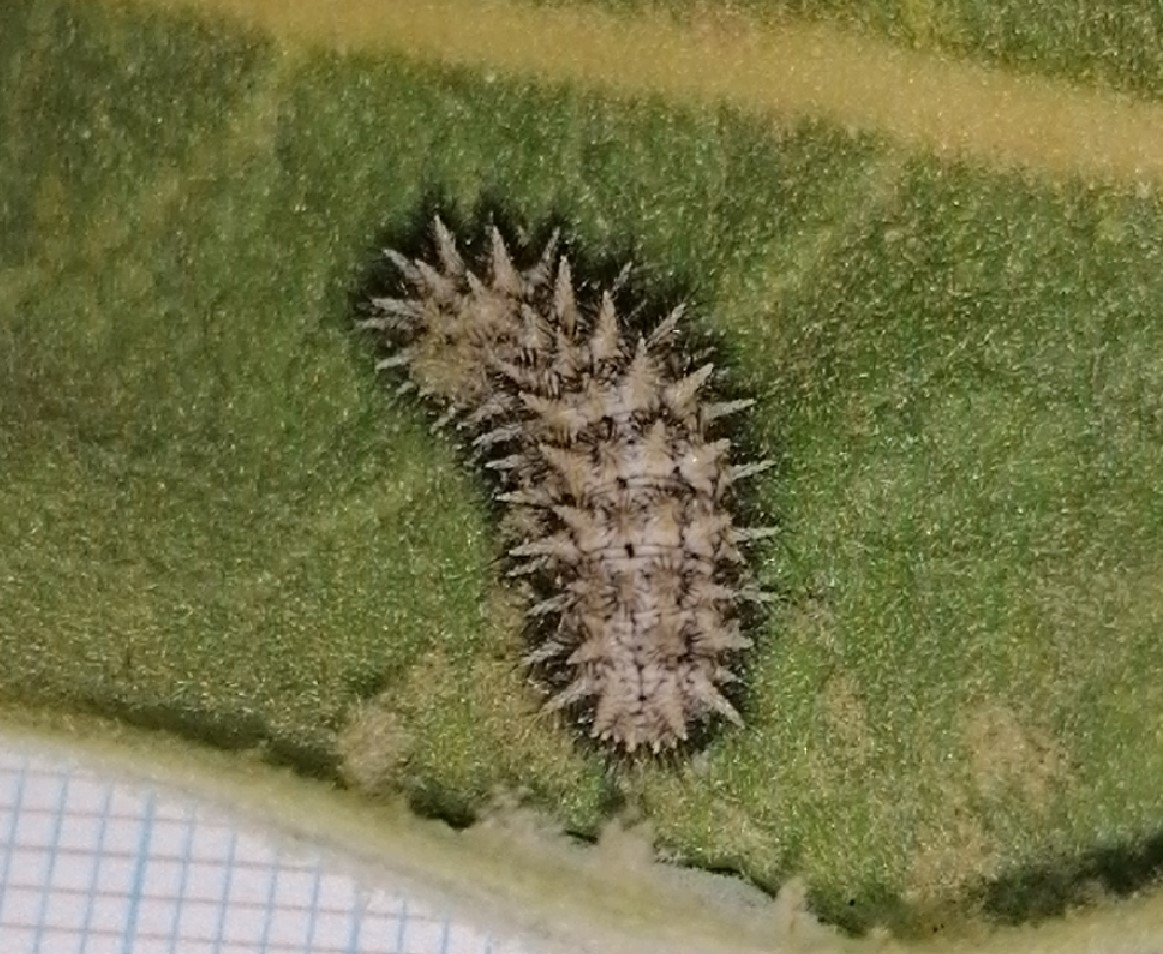
Raupe

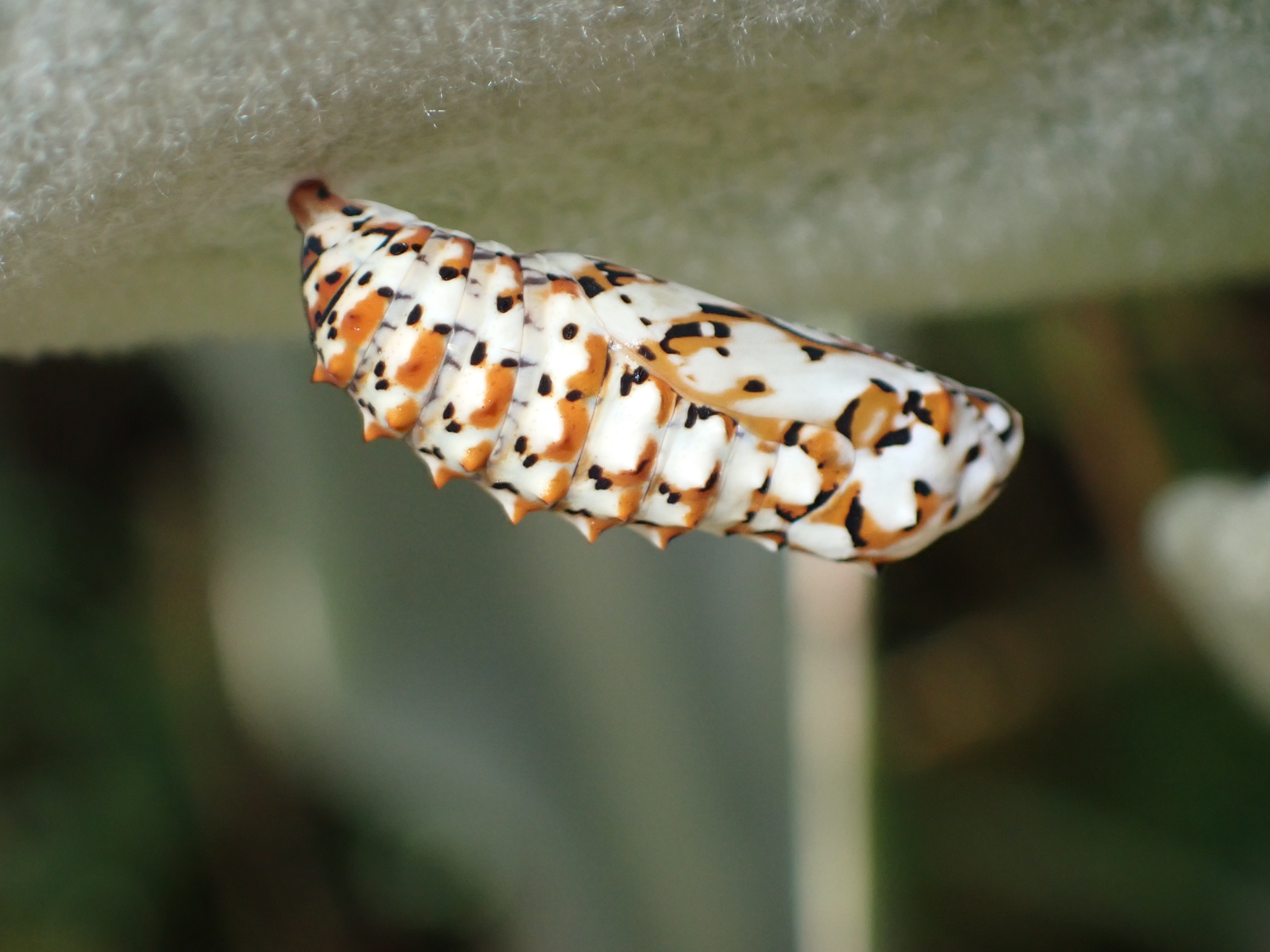
Puppe

Der Bräunliche Scheckenfalter (Melitaea trivia) ist ein Schmetterling aus der Familie der Edelfalter (Nymphalidae). Die Art wurde 1775 erstmalig von Michael Denis und Ignaz Schiffermüller als Papilio trivia beschrieben. Die Art wird der Tribus Melitaeini (Scheckenfalter) innerhalb der Unterfamilie Nymphalinae (Fleckenfalter) zugeordnet.

## Merkmale
Die Flügelspannweite dieser Schmetterlinge beträgt zwischen 15 und 23 Millimeter. Die Grundfarbe des Falters ist rötlich braun. Er besitzt halbmondförmige, beinahe dreieckige, schwarze Randflecke auf der Oberseite der Hinterflügel. Diese berühren den Flügelrand. Das orange Basisband, welches sich auf der Unterseite der Hinterflügel befindet, ist unregelmäßig und unterbrochen.
Der Bräunliche Scheckenfalter ähnelt stark dem Roten Scheckenfalter. Jedoch sind die Männchen des Bräunlichen Scheckenfalters weniger leuchtend rot und die Weibchen weniger stark oliv übergossen. Zudem sind die schwarzen Zeichnungen auf den Flügeln des Bräunlichen Scheckenfalters stärker ausgeprägt.

## Unterarten
- Melitaea trivia catapelia Staudinger, 1886
- Melitaea trivia caucasi Verity, 1922
- Melitaea trivia chorosana Shchetkin, 1984
- Melitaea trivia fascelis (Esper, 1783) – im Süden Europas
- Melitaea trivia ignasiti Sagarra, 1926 – auf der Iberischen Halbinsel. Das Taxon wird möglicherweise in Zukunft als eigenständig Art Melitaea ignasiti betrachtet.
- Melitaea trivia nana Staudinger, 1871
- Melitaea trivia nativa Tuzov, 2000
- Melitaea trivia petri Shchetkin, 1984
- Melitaea trivia singularia Korshunov, 1995
- Melitaea trivia uvarovi Gorbunov, 1995[4]

## Flugzeit
Die Art bildet in Mitteleuropa zwei Generationen im Jahr, in Südeuropa sind es gewöhnlich drei. Die Flugzeiten in Mitteleuropa dauern von April bis Mai sowie von Juni bis August.

## Verbreitung und Lebensraum
Der Bräunliche Scheckenfalter ist im Süden Europas und dem südlichen Mitteleuropa sowie in Westasien und im Mittleren Osten verbreitet. In Europa besiedelt die Art vor allem Höhenlagen bis 2200 m, in Asien sogar bis 3000 m.
Als Lebensraum bevorzugt der Tagfalter trockene und heiße Biotope wie Halbwüsten, Steppen oder trockene Magerrasen.

## Nahrung der Raupen
Die Raupe des Bräunlichen Scheckenfalters ernährt sich zumeist von der Kleinblütigen Königskerze (Verbascum thapsus), aber auch von anderen Verbascum-Arten.

## Entwicklung
Das Weibchen legt die Eier auf einer Verbascum-Art ab. Ist der Standort günstig, können sich auf dieser Pflanze mehrere Gelege befinden. So kann es dazu kommen, dass sich später gleichzeitig verschiedene Raupen aus unterschiedlichen Entwicklungsstadien auf einer Pflanze befinden. Die Raupen aus der letzten Generation überwintern nach der zweiten Häutung am Boden unter der Futterpflanze.

## Gefährdung und Gefährdungsfaktoren
In Europa ist die Population des Bräunlichen Scheckenfalters nach Swaay & Warren (1999) im letzten Viertel des 20. Jahrhunderts um 5–15 % zurückgegangen.
Einige Gefährdungsursachen sind die zunehmende Verbuschung ihrer Habitate sowie die Aufforstung von Halbtrockenrasen und Magerwiesen. Weitere Faktoren sind unsachgemäße Pflegemaßnahmen des Lebensraumes. Zudem werden die Schmetterlinge und ihre Lebensräume durch Überbauung, weite Ausdehnung des Materialabbaus und die Ablagerung von (teils landwirtschaftlichen) Abfällen gefährdet.

## Schutz
Um das langfristige Überleben der Bräunlichen Scheckenfalter zu sichern, müssen Trocken- und Halbtrockenwiesen erhalten werden. Zudem wäre es von Nutzen, wenn einige aktuelle Lebensräume der Schmetterlinge unter Schutz gestellt werden würden.